# Kortprosa
Kortprosa, ibland även på svenska kallad sitt engelska namn flash fiction, är ett begrepp som används för att beskriva mycket korta noveller. Ett tredje begrepp är novellett, som dock kan blandas ihop med engelska novella (långnovell eller kortroman). Det finns ingen exakt vedertagen längd för kortprosa, men ofta är kortprosastycken inte längre än 2 000 ord.
Till skillnad från prosadikt är kortprosa dock en komplett skönlitterär berättelse med huvudpersoner, handling, början och avslut. Den kortaste prosaberättelsen är möjligen "For sale: baby shoes, never worn." ("Säljes: spädbarnsskor, oanvända."), en berättelse ofta felaktigt tillskriven författaren Ernest Hemingway.